# Okres Senica
Senica ist ein Okres (Verwaltungsgebiet) im Nordwesten der Slowakei mit 58.776 Einwohnern (Stand 31. Dezember 2024) und einer Fläche von 684 km².
Der Bezirk liegt nördlich der Kleinen Karpaten im Chvojnicer Hügelland (Chvojnická pahorkatina) und umschließt mit seiner ungewöhnlichen Form den Truppenübungsplatz Záhorie. Im Norden grenzt er an den Okres Skalica, im Osten an den Okres Myjava im Trenčiansky kraj, im Südosten an den Okres Trnava, im Südwesten an den Okres Malacky im Bratislavský kraj sowie im Westen durch die March getrennt an Tschechien (genauer an den Okres Hodonín) sowie an Österreich (Bezirk Gänserndorf).
Historisch gesehen liegt das Gebiet zum größten Teil im ehemaligen Komitat Neutra, ein kleinerer Teil gehörte zum ehemaligen Komitat Pressburg (siehe auch Liste der historischen Komitate Ungarns).

## Bevölkerung
| Jahr                | 1994   | 2004    | 2014    | 2024    |
| ------------------- | ------ | ------- | ------- | ------- |
| Anzahl der Personen | 60.540 | 60.843  | 60.725  | 58.776  |
| Unterschied         |        | +0,50 % | −0,19 % | −3,20 % |

| Jahr                | 2023   | 2024    |
| ------------------- | ------ | ------- |
| Anzahl der Personen | 58.980 | 58.776  |
| Unterschied         |        | −0,34 % |

## Städte
- Senica (Senitz)
- Šaštín-Stráže

## Gemeinden
| - Bílkove Humence - Borský Mikuláš (Bursanktnikolaus) - Borský Svätý Jur (Bursanktgeorgen) - Cerová - Čáry - Častkov - Dojč (Deutz) - Hlboké - Hradište pod Vrátnom (Hradisch) - Jablonica (Jablonitz) | - Koválov (Kowallow) - Kuklov (Kugelhof) - Kúty (Kutti) - Lakšárska Nová Ves (Laxarneudorf) - Moravský Svätý Ján (Sankt Johann an der March) - Osuské - Plavecký Peter (Blasensteinsanktpeter) - Podbranč (Podbrantsch) - Prietrž - Prievaly (Schandorf) | - Rohov - Rovensko (Rabenskahof) - Rybky - Sekule (Sekeln) - Smolinské - Smrdáky - Sobotište (Sobotischt) - Šajdíkove Humence - Štefanov |

Das Bezirksamt ist in Senica.

## Kultur
In dem Artikel Denkmalgeschützte Objekte im Okres Senica findet man Informationen über die vom slowakischen Denkmalamt geschützten Objekte im Okres.